# Самосвязывание

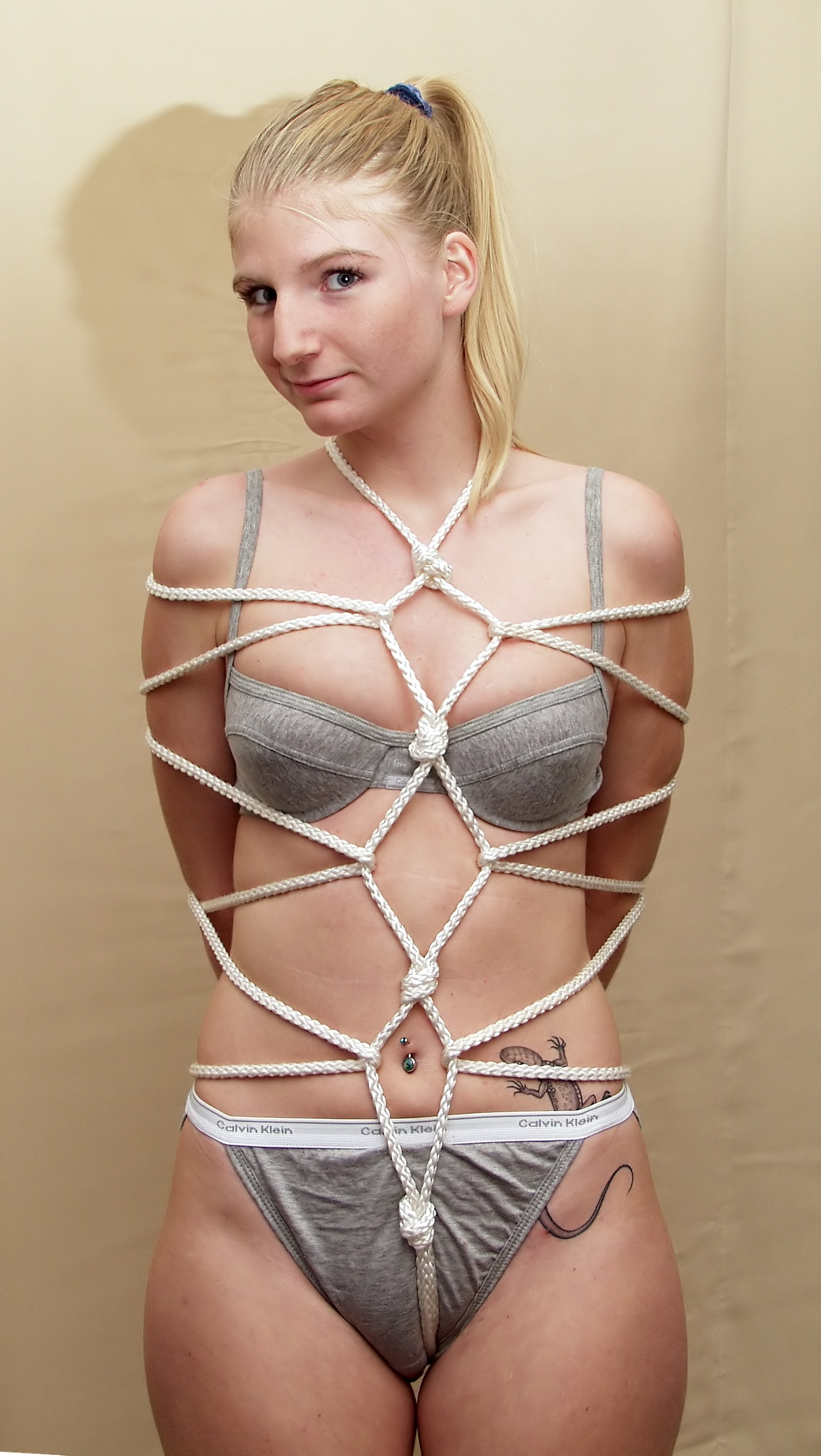
Cибари, самостоятельно выполненная моделью.

Самосвя́зывание (англ. self bondage) — один из видов практики лишения свободы, именуемой бондаж.
Самосвязывание чаще всего предполагает частичное или полное обездвиживание без причинения боли, рассчитанное на длительное время и полностью направленное на остроту ощущений чувства беспомощности. Однако существуют сценарии самосвязывания, направленные на причинение незначительной боли, избавиться от которой невозможно до полного освобождения. Некоторые сценарии самосвязывания предполагают использование эротических игрушек или вибраторов. Для самосвязывания обычно используют верёвки с затягивающимися петлями или наручники. Для связывания ног проще всего использовать веревку или скотч, для рук проще использовать наручники, чем затягивающиеся петли. Способ освобождения должен предусматривать появление доступа к ключу от наручников через определённое время. Например можно повесить ключ от наручников на стрелку часов, показывающую на число 9 и ждать пока стрелка укажет на число 5 или 6. Тогда ключ упадёт на пол. Существует много способов освобождения с использованием таймера, ключа во льду, прихода друга или подруги.
Занимаясь самосвязыванием, очень важно предусмотреть надёжный способ самостоятельного освобождения. Лучше иметь несколько вариантов освобождения. К самосвязыванию чаще всего прибегают люди, которых возбуждает ограничение свободы и которые не могут найти партнёра для занятия бондажом. Самосвязывание — самый опасный вид бондажа: самосвязывание опасно для людей со слабым здоровьем, поскольку при ухудшении самочувствия можно не успеть освободиться.